# Liste des ministres sud-africains des Transports
Les ministres des Transports d'Afrique du Sud sont compétents pour tous les sujets relatifs aux ports, aux aéroports, aux chemins de fer, au transport routier et à l'aviation civile.
Appelé à l'origine ministère des Chemins de fer et des Ports (Railways and Harbours), le ministère des Transports  a pris son nom actuel au début des années 1940.

## Liste des ministres sud-africains des Transports
| #   | Nom du ministre                 |  | période                        | parti |
| --- | ------------------------------- |  | ------------------------------ | ----- |
| 1.  | Jacobus Wilhelmus Sauer         |  | 1910 - 1912                    | SAP   |
| 2.  | David Pieter de Villiers Graaff |  | 1912 - 1913                    | SAP   |
| 3.  | Henry Burton                    |  | 1913 - 1920                    | SAP   |
| 4.  | Thomas Watt                     |  | 1920 - 1921                    | SAP   |
| 5.  | John William Jagger             |  | 1921 - 1924                    | SAP   |
| 6.  | Charles Wynand Malan            |  | 1924 - 1933                    | NP    |
| 7.  | Oswald Pirow                    |  | 1933 - 1938                    | NP/UP |
| 8.  | Adriaan Paulus Johannes Fourie  |  | 1938 - 1939                    | UP    |
| 9.  | Frederik Claud Sturrock         |  | 1939 - 1948                    | UP    |
| 10. | Sidney Frank Waterson           |  | janvier-mai 1948               | UP    |
| 11. | Paul Sauer                      |  | 1948 - 1954                    | NP    |
| 12. | Ben Schoeman                    |  | 1954 - 1974                    | NP    |
| 13. | Stefanus Lourens Muller         |  | 1974 - 1979                    | NP    |
| 14. | Chris Heunis                    |  | 1979 - 1980                    | NP    |
| 15. | Hendrik S. Schoeman             |  | 1980 - 1986                    | NP    |
| 16. | Eli van der merwe Louw          |  | 1986-1989                      | NP    |
| 17. | George Bartlett                 |  | 1989 - 1991                    | NP    |
| 18. | Piet Welgemoed                  |  | 1991 - 1994                    | NP    |
| 19. | Mac Maharaj                     |  | 1994 - 1999                    | ANC   |
| 20. | Dullah Homar                    |  | 1999 - 2004                    | ANC   |
| 21. | Jeff Radebe                     |  | 2004-2009                      | ANC   |
| 22. | S'bu Ndebele                    |  | 2009-2012                      | ANC   |
| 23. | Benedict Martins                |  | 12 juin 2012 - 8 juillet 2013  | ANC   |
| 24. | Dipuo Peters                    |  | 8 juillet 2013-31 mars 2017    | ANC   |
| 25. | Joe Maswanganyi                 |  | 31 mars 2017 - 28 février 2018 | ANC   |
| 26. | Blade Nzimande                  |  | 28 février 2018 au 30 mai 2019 | ANC   |
| 27. | Fikile Mbalula                  |  | 31 mai 2019 au 6 mars 2023     | ANC   |
| 28. | Sindisiwe Chikunga              |  | 6 mars 2023 - 3 juillet 2024   | ANC   |
| 29. | Barbara Creecy                  |  | Depuis le 3 juillet 2024       | ANC   |